# Anaya de Alba (kommunhuvudort)
Anaya de Alba är en kommunhuvudort i Spanien.   Den ligger i provinsen Provincia de Salamanca och regionen Kastilien och Leon, i den centrala delen av landet, 150 km väster om huvudstaden Madrid. Anaya de Alba ligger 882 meter över havet och antalet invånare är 277.
Terrängen runt Anaya de Alba är platt. Runt Anaya de Alba är det mycket glesbefolkat, med 5 invånare per kvadratkilometer. Närmaste större samhälle är Alba de Tormes, 11,0 km norr om Anaya de Alba. Trakten runt Anaya de Alba består till största delen av jordbruksmark.